# Sitio de Constantinopla (1260)

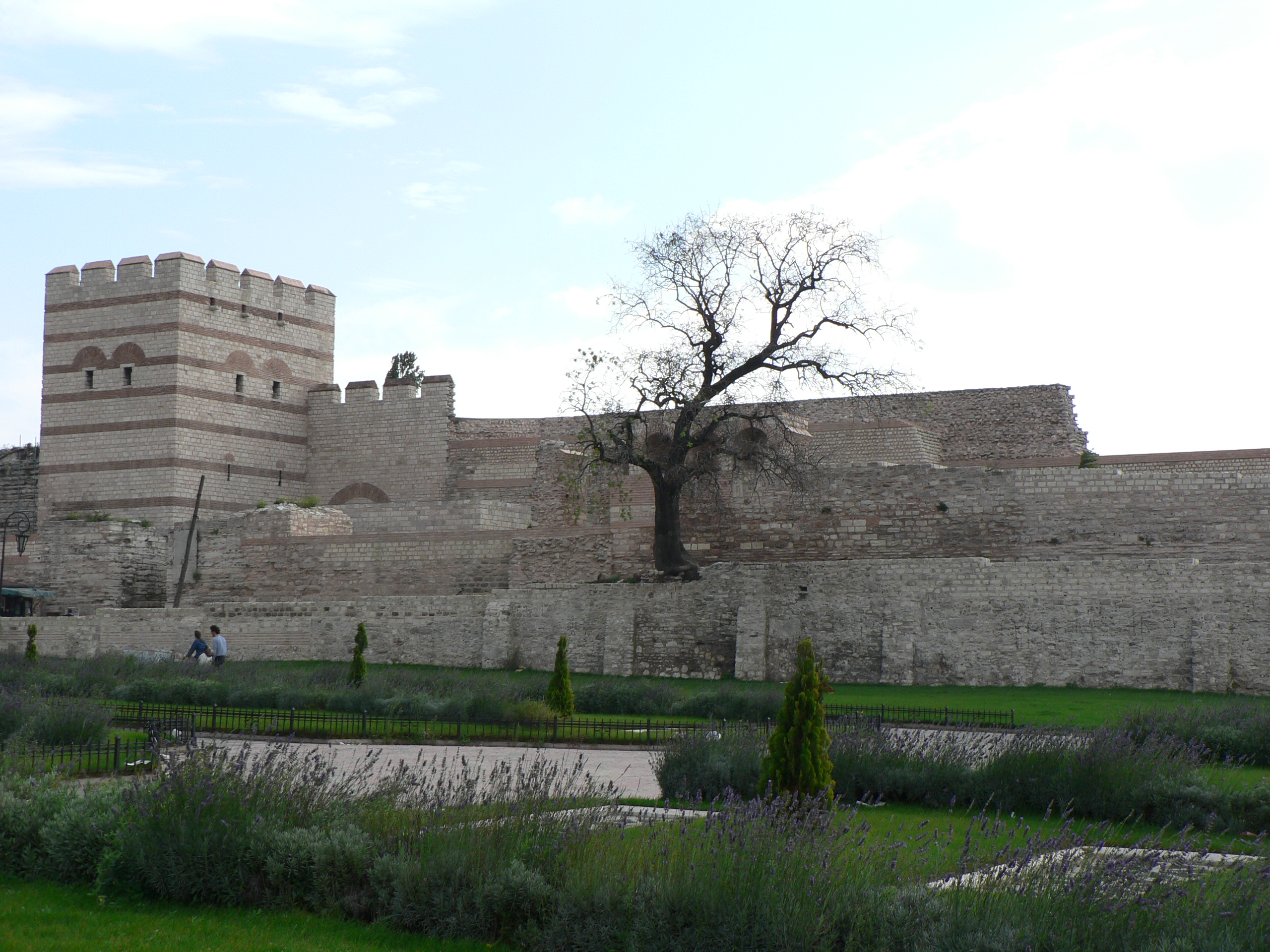
Gate of St. Romanus on the Theodosian Walls of Constantinople (Istanbul)

El sitio de Constantinopla en el año 1260 fue el intento fallido por el Imperio de Nicea, el mayor remanente del fracturado Imperio bizantino, para volver a tomar Constantinopla del Imperio latino y volver a establecer la ciudad como la capital política, cultural y espiritual de un revivido Imperio bizantino.